# Печать Конфедеративных Штатов Америки
Печать Конфедеративных Штатов Америки — официальный символ Конфедеративных Штатов Америки. Была утверждена 30 апреля 1863 года и изготовлена к июлю 1864 года. Изображение на ней иногда трактуют как государственный герб КША, хотя это не совсем корректно.
На печати изображен Джордж Вашингтон верхом на лошади, подобно его статуе в столице КША, городе Ричмонд. Фигура Вашингтона окружена венком из основных сельскохозяйственных культур Юга: слева изображены рис, кукуруза и табак, справа — сахарный тростник, пшеница и хлопок. По окружности вверху шла надпись «The Confederate States of America: 22 February 1862» (с англ. — «Конфедеративные Штаты Америки: 22 Февраля 1862») — дата инаугурации первого и последнего президента КША Джефферсона Дэвиса; внизу — «Deo Vindice» (с лат. — «Под Богом»).
Согласно газете «Ричмонд Виг» от 25 сентября 1862 года, изначальный проект принятый Сенатом КША, изображал на переднем плане солдата Конфедерации, готового атаковать штыком; на среднем расстоянии была женщина с ребенком перед церковью, с поднятыми руками в молитвенной позе; в качестве фона — усадьба на равнине, с горами вдалеке под полуденным солнцем; все это было окружено венком, состоящим из стеблей сахарного тростника, риса, хлопка и табака, на полях печати написаны слова «Печать Конфедеративных Штатов Америки» вверху и «Наши дома и конституция» внизу. Такая печать никогда не использовалась.

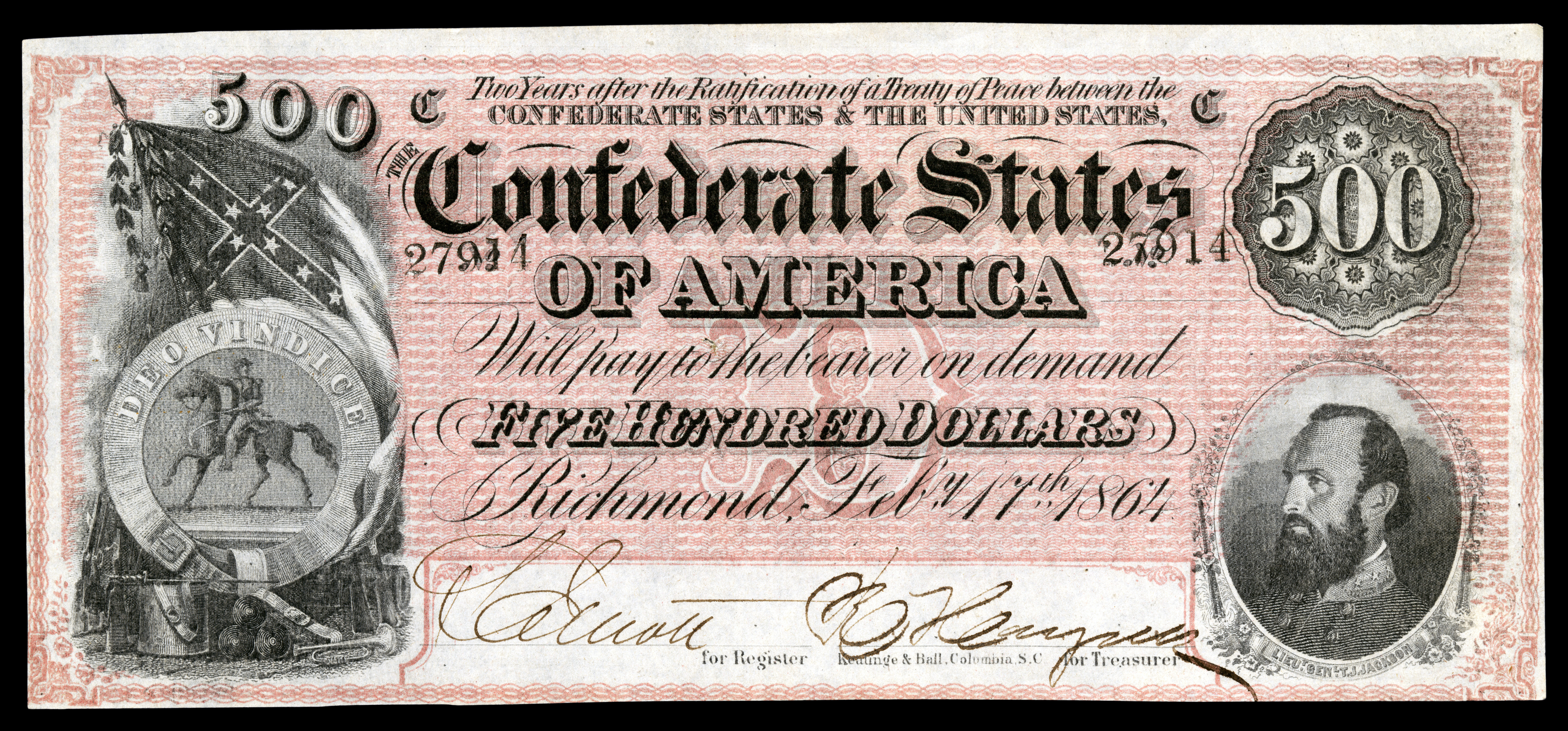
Элементы изображения с государственной печати КША на банкноте 500 долларов КША. 1864 год

Окончательный дизайн (с Вашингтоном на коне) был утвержден 30 апреля 1863 года, изготовление штампа было поручено лондонскому граверу Джозефу Вайону. Впервые печать была использована публично в 1864 году. Печать в конечном итоге была доставлена в Ричмонд ближе к концу войны, так как из-за военных рисков сопутствующее оборудование дошло только до Бермудских островов. Таким образом, официальные штампы (изготовленные из серебра) вряд ли когда-либо использовались по своему назначению. Печать хранится в Музее гражданской войны в США в городе Ричмонде. Печатный станок находится в музее в отеле «Глобус» в Сент-Джорджесе.